# My Journey
My Journey è il primo album in studio della cantante australiana Karise Eden, pubblicato il 26 giugno 2012.
Dall'album è stato estratto il singolo You Won't Let Me, il quale ha raggiungto la quinta posizione in Australia.

## Tracce
1. It's a Man's World – 2:41 (Betty Newsome, James Brown) – Originariamente interpretata da James Brown
2. Back to Black – 2:31 (Amy Winehouse, Mark Ronson) – Originariamente interpretata da Amy Winehouse
3. Nothing's Real but Love – 2:59 (Rebecca Ferguson, Francis White) – Originariamente interpretata da Rebecca Ferguson
4. Landslide – 3:21 (Stevie Nicks) – Originariamente interpretata dai Fleetwood Mac
5. Hallelujah – 3:55 (Leonard Cohen) – Originariamente interpretata da Leonard Cohen
6. Stay with Me Baby – 3:23 (Jerry Ragovoy, George Weiss) – Originariamente interpretata da Janis Joplin
7. I Was Your Girl – 2:14 (Karise Eden)
8. You Won't Love Me – 3:37 (Rachael Yamagata, Mike Viola) – Originariamente interpretata da Rachael Yamagata
9. Hound Dog – 2:34 (Jerry Leiber, Mike Stoller) – Originariamente interpretata da Big Mama Thornton
10. The Dock of the Bay – 3:00 (Otis Redding, Steve Cropper) – Originariamente interpretata da Otis Redding
11. The Weight – 3:06 (Robbie Robertson) – Originariamente interpretata dai The Band
12. I'd Esther Go Blind – 3:24 (Ellington Jordan, Billy Foster) – Originariamente interpretata da Etta James
13. Move Over – 3:50 (Janis Joplin) – Originariamente interpretata da Janis Joplin

## Classifiche

### Classifiche settimanali
| Classifica (2012) | Posizione massima |
| ----------------- | ----------------- |
| Australia         | 1                 |
| Nuova Zelanda     | 3                 |

### Classifiche di fine anno
| Classifica (2012) | Posizione |
| ----------------- | --------- |
| Australia         | 6         |

### Classifiche di fine decennio
| Classifica (2010-19) | Posizione |
| -------------------- | --------- |
| Australia            | 67        |